# Pomklica
Pomklica (Herreria Ruiz & Pav.) – rodzaj roślin z rodziny szparagowatych. Obejmuje 8 gatunków występujących w Ameryce Południowej, na obszarze od Brazylii do środkowego Chile i północnej Argentyny. Kilka gatunków pomklicy jest stosowanych w tradycyjnej medycynie Ameryki Południowej do leczenia chorób wenerycznych, chorób skóry, reumatyzmu oraz jako środek pobudzający, moczopędny i przeciwgorączkowy. Łodygi H. montevidensis są używane w Brazylii w plecionkarstwie. 

## Zasięg geograficzny
Trzy gatunki pomklicy mają ograniczony, endemiczny zasięg występowania. Herreria stellata występuje jedynie w środkowym Chile, H. cipoana w stanie Minas Gerais, a H. grandiflora w stanie Rio de Janeiro w południowo-wschodniej Brazylii. W przypadku H. latifolia występuje on w dwóch oddalonych od siebie regionach: Minas Gerais w Brazylii oraz w Boliwii. Zasięg czterech gatunków jest szerszy. H. glaziovii i H. salsaparilha występują w Brazylii, H. bonplandii w północnej Argentynie, Paragwaju i Urugwaju, a H. montevidensis w północnej Argentynie, Boliwii, środkowo-zachodniej Brazylii, Paragwaju i Urugwaju.

## Morfologia

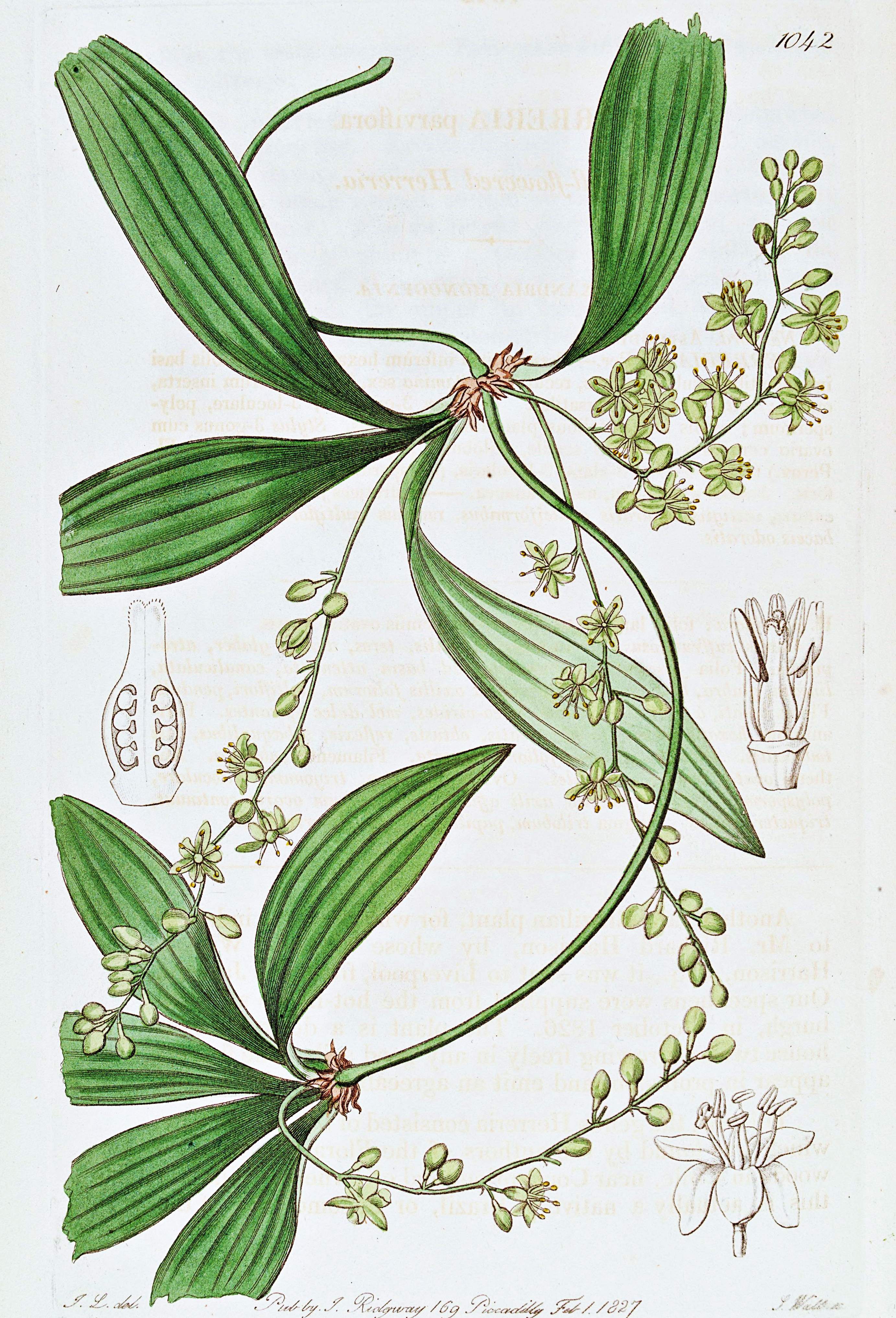
Pomklica Salsaparylla

PokrójWieloletnie, pnące rośliny zielne lub półkrzewy, z rozgałęzionymi, wijącymi się prawoskrętnie łodygami.
Organy podziemneKrótkie i wzniesione lub bulwiaste kłącze, z którego wyrastają włókniste korzenie.
ŁodygaUlistniona, cienka, rozgałęziona, wijąca się, osiągająca 5 metrów (wg niektórych źródeł nawet do 10 metrów) długości, pokryta zakrzywionymi kolcami, zielona, okrągła lub kanciasta na przekroju, średnicy 2–5 mm. W niektórych ujęciach do rodzaju włączane są bezłodygowe gatunki z rodzaju Clara. W okolicach węzłów łodygi czasami wyrastają korzenie powietrzne.
LiścieUlistnienie naprzemianległe, skrętoległe. Liście bezogonkowe lub krótkoogonkowe, zebrane w rozety wyrastające pojedynczo lub w parach, w węzłach i na końcach rozgałęzień łodygi. U nasady każdej rozety obecnych jest kilka błoniastych katafili. Blaszki liściowe jajowato-lancetowate do równowąsko-lancetowatych, całobrzegie. Użyłkowanie liścia równoległe z licznymi żyłkami pierwszego rzędu. Użyłkowanie drugiego rzędu jest równoległe i odchodzi do żyłki centralnej, przy czym akropetalnie wyższe rzędy żył są poprzecznie równoległe do osi liścia, podobnie jak areole. Liście w pąkach są zwinięte wzdłuż osi podłużnej.
KwiatyZebrane w wierzchołkowe grono lub w wyrastające pachwinowo, rozgałęzione wiechy. Kwiaty obupłciowe, wzniesione. Przysadki zredukowane lub duże u niektórych gatunków. Okwiat promienisty, trwały, z sześcioma listkami położonymi w dwóch okółkach, mniej więcej równej wielkości. Listki okwiatu zrośnięte u nasady, białawe, kremowe, zielonkawożółtawe, żółtawe lub zielonkawobiałe, jajowate do eliptycznych. Sześć pręcików położonych w dwóch okółkach, nadległych listkom okwiatu. Nitki pręcików wolne, spłaszczone, szydłowate do nitkowatych. Główki pręcików dołączone u nasady, skierowane do wewnątrz, pękające wzdłużnie, podługowate do równowąskich, jajowatych lub kulistawych. Słupek złożony z trzech zrośniętych owocolistków. Zalążnia trójgraniasto-kulistawa lub trójgraniasto-podługowata, górna, trójkomorowa, z miodnikami położonymi przegrodowo oraz kątowymi łożyskami i jednym lub najwyżej kilkoma anatropowymi zalążkami w każdej komorze (wg niektórych źródeł w każdej komorze jest od 3 do 6 zalążków). Szyjka słupka niemal długości pręcików, trójgraniasta, zakończona trójwrębnym, brodawkowatym znamieniem.
OwoceTrójgraniaste torebki, spiczaste wierzchołkowo, ścięte u nasady, cienkościenne, skórzaste lub błoniaste, pękające przegrodowo (w niektórych źródłach opisywane jako pękające komorowo), zawierające spłaszczone, oskrzydlone, i czarne, niemal soczewkowate nasiona z warstwą pigmentową (fitomelaniną) w łupinie.
Gatunki podobneHerreriopsis elegans, występujący na Madagaskarze, różniący się listkami okwiatu zewnętrznego okółka, które są u nasady woreczkowato poszerzone, a także licznymi zalążkami w każdej komorze zalążni, oraz gatunki z rodzaju Clara, które są roślinami bezłodygowymi.

## Biologia i ekologia

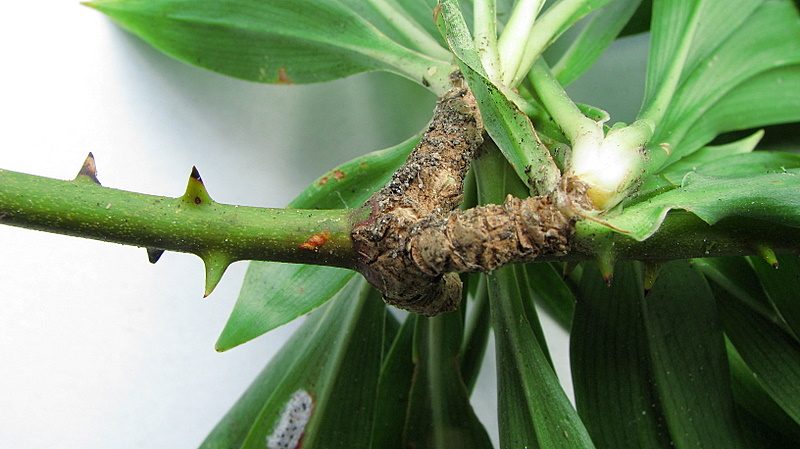
Kolce łodygi i węzeł z dwiema rozetami liściowymi

AnatomiaKorzenie mają jednorzędową egzodermę z niepogrubionymi komórkami. Podobnie niepogrubiona jest kora pierwotna. Komórki skórki łodygi są małe, z grubymi ścianami i grubą kutykulą. W korze pierwotnej łodygi obecny jest pierścień włóknistych wiązek przewodzących z wiązkami bocznymi. Rozproszone wiązki przewodzące obecne są także w rdzeniu łodygi. W łodydze obecne są naczynia z drabinkowymi płytkami. W łodygach H. montevidensis zachodzi proces przyrostu wtórnego. Anomocytyczne aparaty szparkowe położone są w równoległych rzędach na doosiowej powierzchni blaszki liściowej. Liście mają niezróżnicowany mezofil. We wszystkich organach obecne są rafidy szczawianu wapnia. Obecne są również garbnikowe idioblasty wydzielnicze. Przewody żywiczne i rurki mleczne są nieobecne. Ziarna pyłku są heteropolarne, o zarysie eliptycznym w widoku biegunowym, jednobruzdowe, o długości biegunowej od 27,5 (H. glaziovii) do 47,5 μm (H. stellata). Bruzdy są wydłużone i u większości gatunków są wąskie (2,0 do 3,5 μm), a szerokie tylko u H. salsaparilha (ok. 7,0 μm). Egzyna jest drobnosiatkowata u H. interrupta i H. latifolia i siatkowata u H. bonplandii i H. glaziovii, H. montevidensis, H. salsaparilha i H. stellata. Segzyna jest cienka, największą grubość zanotowano u H. latifolia (ok. 1,6 μm), a najmniejszą u H. bonplandii (ok. 0,5 μm). Bielmo jest masywne i zawiera ziarna aleuronowe oraz oleje roślinne, ale nie zawiera skrobi.
RozwójGeofity ryzomowe. H. glazovii kwitnie od lutego do lipca, owocuje od lutego do listopada. Nasiona kiełkują nadziemnie. Siewki mają pojedynczy, długi liścień pełniący funkcję asymilacyjną, podobny do kolejnych liści, które są równowąskie do lancetowatych, nieosłonięte i spiralnie naprzemianległe, zebrane w rozetach na krótkich odgałęzieniach bocznych głównego pędu.
SiedliskoPomklice stanowią podszyt wilgotnych lasów strefy umiarkowanej i subtropikalnej. Niektóre gatunki występują również na terenach otwartych, zasiedlając takie formacje roślinne jak pampa (Campos Sulinos), trawiaste, zakrzewione sawanny (Cerrado),  suche formacje zaroślowo-leśne (caatinga) i nadbrzeżne formacje zaroślowe (restinga).
Cechy fitochemiczneStosowana do celów medycznych Herreria bonplandii zawiera fenole, flawonole, rozpuszczalne w wodzie steroidy i taniny. W organach podziemnych pomklicy gwiazdkowatej obecna jest gitogenina, saponina steroidowa. Z pędów podziemnych H. montevidensis wyizolowano homoizoflawony, alkaloid i trzy saponiny steroidowe (sapogeniny spirostanowe). W organach podziemnych H. salsaparilha obecne są saponiny steroidowe (0,48 mg/g) i kwas kawowy (0,12 mg/g), a także estry etylowe kwasu linolowego i palmitynowego. W badaniach przeprowadzonych na myszach wykazano, że ekstrakty z tej rośliny obniżają poziom glukozy i cholesterolu we krwi przy dawkach 200 mg/kg masy ciała/dzień.
GenetykaWedług badań z 1942 roku liczba chromosomów w komórkach roślin z tego rodzaju 2n = 54, a kariotyp składa się z 1 dużego i 26 małych chromosomów. Badania cytogenetyczne przeprowadzone na początku XXI wieku na pomklicy Salsaparylla wykazały, że gatunek ten ma 29 par chromosomów homologicznych (2n = 58), składających się z 12 par chromosomów akrocentrycznych, 16 par submetacentrycznych i 1 pary metacentrycznej. Cytometria przepływowa wykazała, że genom tej rośliny liczy 5,31 miliarda par zasad (5,5 pg DNA/1 komórkę).

## Systematyka

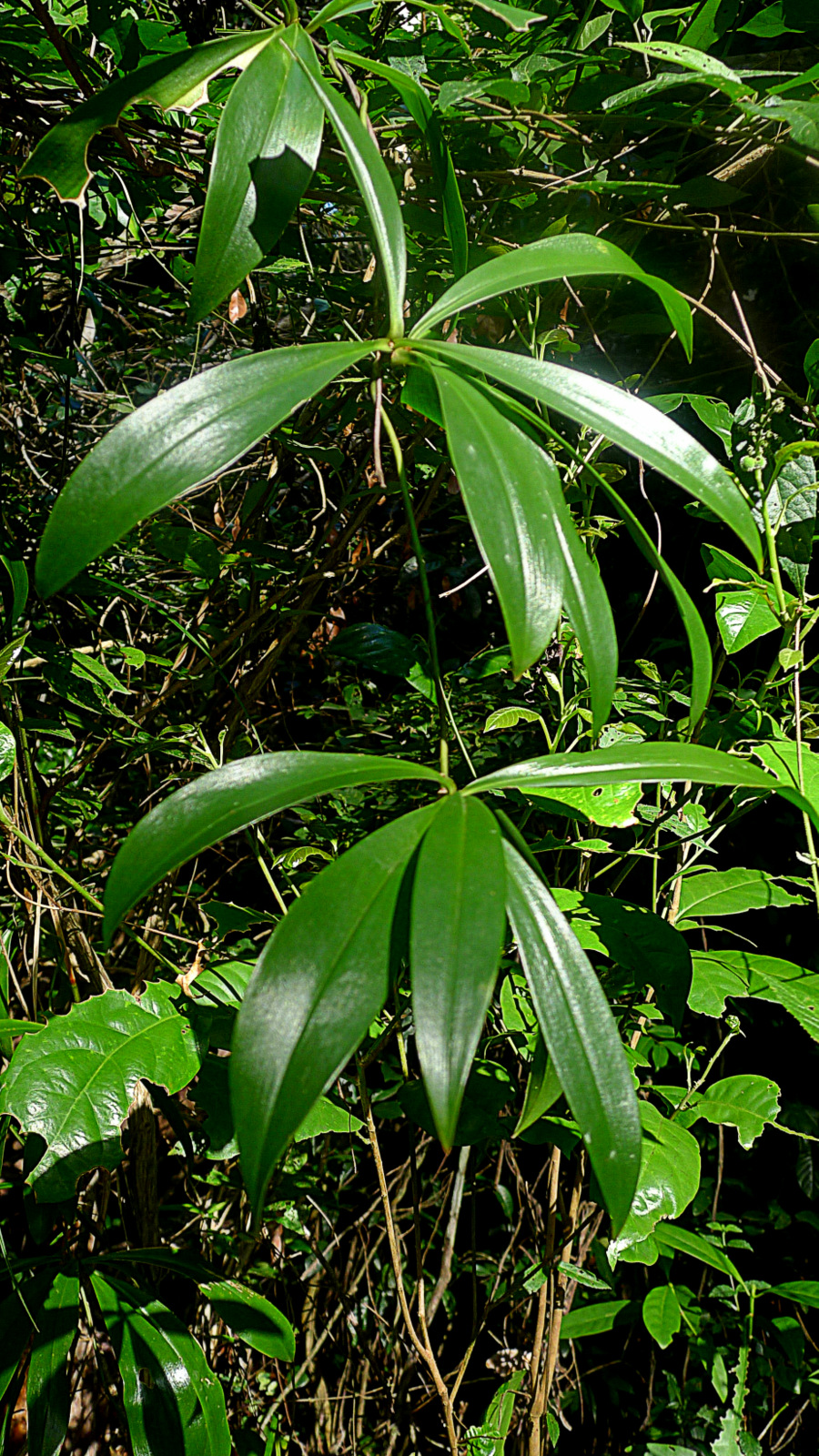
Herriera glaziovii

Pozycja systematycznaRodzaj z plemienia pomklicowe (Herrerieae Endl.) w podrodzinie agawowych Agavoideae w obrębie rodziny szparagowatych Asparagaceae.
Historycznie, według niektórych autorów XIX-wiecznych (Endlicher 1836, Kunth 1850), a w XX wieku wg Dahlgrena (1982, 1985), w systemie Takhtajana z 1997 roku, systemie APG z 1998 roku i systemie Kubitzkiego z 1998 roku rodzaj Herreria traktowany był jako typ nomenklatoryczny odrębnej rodziny Herreriaceae Endlicher. Niektórzy autorzy uznawali go za członka rodziny kolcoroślowatych (Smilacaceae) (Grisebach 1842) lub liliowatych (Liliaceae) (Melchior 1964, Cronquist 1988). W wersji systemu APG II z 2003 roku rodzaj został włączony do rodziny agawowatych (Agavaceae), która od wersji APG III z 2009 roku traktowana jest jako podrodzina w rodzinie szparagowatych.
Wykaz gatunków
- Herreria bonplandii Lecomte
- Herreria cipoana Ravenna
- Herreria glaziovii Lecomte
- Herreria grandiflora Griseb.
- Herreria latifolia Woodson
- Herreria montevidensis Klotzsch ex Griseb.
- Herreria salsaparilha Mart. – pomklica Salsaparylla
- Herreria stellata Ruiz & Pav. – pomklica gwiazdkowata

## Nazewnictwo
Etymologia nazwy naukowejNazwa rodzaju została nadana na cześć Gabriela Alonso de Herrera, żyjącego w latach 1470–1539 hiszpańskiego pisarza, autora Obra de Agricultura (Traktatu o rolnictwie), wydanego w 1513 r.
Nazwy zwyczajowe w języku polskimRodzaj Herreria został wymieniony przez Jakuba Wagę we Florze Polskiej z 1848 roku pod nazwą pomklica. Tę samą nazwę wskazał Ignacy Rafał Czerwiakowski w wydanej w 1852 roku pracy Botanika szczególna: Opisanie roślin jednolistniowych lekarskich i przemysłowych. Autor podał również polską nazwę plemienia Herrerieae (pomklicowe) oraz gatunków: H. stelata (pomklica gwiazdkowata) i H. salsaparilla (pomklica Salsaparylla). Pod nazwą pomklica rodzaj ten był wymieniony również przez Erazma Majewskiego w Słowniku nazwisk zoologicznych i botanicznych polskich z 1894 roku, który wskazał również nazwę pomyk, zakwestionowaną przez Józefa Rostafińskiego w wydanym w 1900 roku Słowniku polskich imion rodzajów oraz wyższych skupień roślin, w którym jako prawidłową Rostafiński wskazał nazwę pomklica. Rostafiński podał również polską nazwę plemienia Herrerieae: pomklicowe. Nazwa pomklica wymieniona jest również w Słowniku języka polskiego Zdanowicza i Orgelbranda z 1861 roku i Słowniku języka polskiego  Jana Karłowicza, Adama Kryńskiego i Władysława Niedźwiedzkiego z 1908 r. W wydanym w 2008 roku Słowniku roślin zielnych łacińsko-polskim Wiesława Gawrysia rodzaj nie został ujęty.

## Zastosowanie

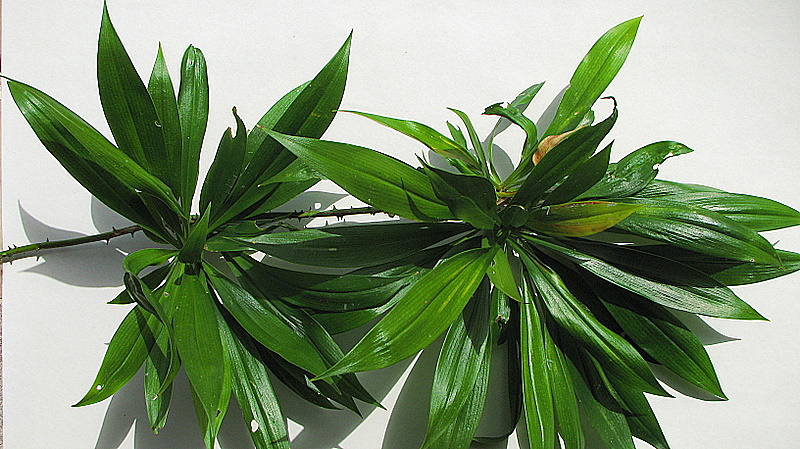
Pęd z rozetami liści u H. glaziovii

Rośliny leczniczeKilka gatunków pomklicy jest stosowanych w tradycyjnej medycynie Ameryki Południowej. Organy podziemne H. bonplandii i p. gwiazdkowatej stosowane są do leczenia chorób wenerycznych oraz pobudzająco i przeciwgorączkowo. H. montevidensis jest stosowana w medycynie tradycyjnej indian w Paragwaju. Sok z łodygi wcierany jest w kolana dzieci, aby przyspieszyć ich wzrost. Roślina stosowana jest również w leczeniu reumatyzmu oraz jako środek moczopędny. Lengua-Maskoy używają puree z organów podziemnych jako dodatek do yerba mate. Ekstrakt z rośliny wykazuje działanie przeciwgrzybicze. Organy podziemne i liście pomklicy Salsaparylla są stosowane tradycyjnie w Brazylii, w postaci naparu, jako środek oczyszczający i moczopędny oraz w leczeniu chorób skóry (w tym łuszczycy), zapaleń, dny moczanowej, kiły, rzeżączka, reumatoidalnego zapalenia stawów, gorączki, kaszlu i nadciśnienia.
Rośliny ozdobneH. montevidensis uprawiana jest jako roślina ozdobna.
Inne zastosowaniaŁodygi H. montevidensis są używane w regionie Mato Grosso do Sul w Brazylii w plecionkarstwie do produkcji koszy.